# 伊住禮次朗
伊住 禮次朗（いずみ れいじろう、1989年〈平成元年〉1月19日 - ）は、日本の茶人、日本文化研究者（博士（学術））。茶道総合資料館副館長。今日庵文庫長。茶名は、伊住宗禮。

## 来歴
1989年（平成元年）、茶道裏千家の分家である伊住家の伊住政和・弘美夫妻の次男として、京都府京都市に生まれる。2003年（平成15年）2月に父・政和を亡くしてからは、兄・公一朗と共に祖父・千玄室と伯父・千宗室（裏千家第16代家元）の元で茶道に精進した。
京都造形芸術大学博士後期課程にて中村利則に師事し、2018年（平成30年）3月に博士（学術）を取得。
さかい利晶の杜開館学芸員を経て、茶道総合資料館副館長、今日庵文庫長に就任。
茶人としては、2022年（令和4年）12月13日、今日庵 利休御祖堂において、茶名親授式が行われ、伯父で第16代家元・千宗室より茶名「宗禮」を授与された。

## 家族・親族
父は、茶道裏千家第15代家元の千玄室・登三子夫妻の次男である伊住宗晃（政和）。兄は、茶人で淡交社代表取締役社長を務める伊住公一朗。父方の祖父に千玄室、伯父に茶道裏千家第16代家元の千宗室、伯母に元皇族の千容子（三笠宮崇仁親王と同妃百合子の第2女子・容子内親王）。また、従姉兄弟には、chori名義で詩人として活動した菊地明史（2014年（平成26年）12月に独立、2024年（令和6年）8月20日死去）、葵祭・第54代斎王代を務めた阪田万紀子および茶道裏千家・若宗匠の千宗史（千敬史）らがいる。

## 著作

### 博士論文
- 伊住禮次朗『近世初期の京釜研究：辻与次郎を中心に（要約）』 京都造形芸術大学〈博士 甲第57号〉、2018年。

### 共編
- 『利休のかたち - 好み道具と「利休形」-』（三笠景子と共著。淡交社、2020年）